# Karzniczka
Karzniczka (Karżniczka, kaszb. Niemieckô Karznica, niem. Deutsch Karstnitz) – osada w Polsce położona w województwie pomorskim, w powiecie słupskim, w gminie Damnica.
Wieś jest siedzibą sołectwa Karzniczka, w którego skład wchodzi również miejscowość Łężyca.
W latach 1975–1998 miejscowość administracyjnie należała do województwa słupskiego.

## Nazwa
Nazwa jest tzw. chrztem nazewniczym i ma charakter pseudotopograficzny-relacyjny. Powstała przez dodanie do nazwy własnej Karznica formantu zdrabniającego -k-. Pierwotna niemiecka nazwa Deutsch Karstnitz ma charakter relacyjny, pochodzenie słowiańskie i została ponowiona z nazwy miejscowej Karstnitz „Karznica”, z dodanym wyróżnikiem deutsch „niemiecki” (starsza miejscowość Karstnitz otrzymała wyróżnik wendisch „wendyjski, słowiański”). W potocznym uzusie miejscowość funkcjonuje pod nazwą Karżniczka, gmina Damnica bezskutecznie występowała o usankcjonowanie tej formy nazwy jako podstawowej.
Rada Języka Kaszubskiego proponuje opartą na polskiej kaszubską formę nazwy Karzniczka.

## Zabytki
- pałac w Karzniczce, zbudowany przez Puttkamerów w XVIII wieku jako zamek na wodzie, rozbudowany w 1802 na planie podkowy. Boczne skrzydła z oficynami były kilkanaście lat młodsze. W południowe skrzydło wkomponowano ryglowy dwór z XVII wieku[10].  Po 1945 roku w budynkach mieścił się ośrodek wypoczynkowy, następnie szkoła rolnicza. W latach 90. XX wieku pałac przeszedł w ręce prywatne. W 2009 roku uległ spaleniu[11].

Ponadto we wsi znajduje się park krajobrazowy z XIX w., spichlerz i gorzelnia z poł. XIX w. oraz czworak z początku XIX w.